# Smoothwater River
Der Smoothwater River ist ein Fluss im Westland District in der Region West Coast auf der Südinsel von Neuseeland.

## Geographie
Der Smoothwater River entspringt rund 310 m ostnordöstlich eines 791 m hohen Gipfel in den Stafford Range und fließt, nachdem er das Gebirge verlassen hat durch eine breite Ebene, die Stafford Range östlich begleitend, in nördliche Richtung bis zur Mündung in die Smoothwater Bay, die sich nordnordwestlich der Tasmansee hin öffnet. Der Lake Ellery, dessen nördliches Ufer rund 2,7 km östlich der Quelle des Smoothwater River zu finden ist, besitzt keine Verbindung zu dem Fluss.